# ムンタスィル
ムンタスィル（ - 862年）は、アッバース朝の第11代カリフ（在位：861年 - 862年）である。
第10代カリフであるムタワッキルと女奴隷のとの間に生まれるが父親は、次男のムウタッズを偏愛して長男のムンタスィルを冷遇した。このため弟に譲位されることを恐れたムンタスィルは861年にトルコ系軍人と密約を結んでムタワッキルを暗殺し第12代カリフに就任するが1年後、父親の侍医の一人に毒殺された。